# Pelophylax epeiroticus
La rana dell'Epiro (Pelophylax epeiroticus Schneider, Sofianidou and Kyriakopoulou-Sklavounou, 1984) è un anfibio anuro appartenente alla famiglia dei Ranidi.

## Descrizione
La rana dell'Epiro è una rana verde di medie dimensioni, ma allo stesso tempo piuttosto massiccia, con pliche dorso-laterali appiattite e tubercoli metatarsali piccoli, bassi e triangolari. Le parti superiori sono di colore verde chiaro, olivastro o anche brunastro, con grandi macchie irregolari verdi scure o nere. Spesso è presente anche una banda mediana dorsale verde chiara. Le parti inferiori sono biancastre. Un tratto caratteristico di questa specie sono le membrane interdigitali di un vivace colore giallo-arancione sulle zampe posteriori, mentre quelle della rana verde balcanica, presente negli stessi habitat, sono grigio-verdastre. Anche i fianchi della rana dell'Epiro sono spesso verdi-giallastri. Nel periodo riproduttivo i maschi esibiscono due sacche vocali grigie scure e calli nuziali scuri. Ha una lunghezza totale di 6-9 cm.

## Biologia
La riproduzione avviene all'inizio della primavera: da marzo a giugno i maschi formano grandi cori gracidanti con una voce vibrante e uniforme, che ricorda il richiamo della rana di Lessona ed è chiaramente distinguibile da quella della rana verde balcanica. In genere questi animali cantano posati su piante acquatiche, facendo sporgere dalla superficie soltanto la testa, mentre la rana verde balcanica emette il suo richiamo galleggiando sulla superficie dell'acqua. In Albania la rana dell'Epiro viene spesso raccolta per ottenerne cosce di rana e altre specialità locali, e per questo (oltre che per il suo areale piccolo e frammentato, nonostante la sua buona frequenza) è potenzialmente a rischio di estinzione.

## Distribuzione e habitat
La rana dell'Epiro è endemica in Albania meridionale e in Grecia occidentale, a ovest della catena montuosa del Pindo, compresa l'isola di Corfù, nonché nella parte occidentale della penisola del Peloponneso. Vive in acque di ogni genere ad altitudini fino a 500 m. I suoi habitat preferiti sono laghi, paludi, stagni o tratti a flusso lento di fiumi, fossi o canali, ma talvolta si può trovare anche in acque costiere salmastre.